# Herbert Freudenthal

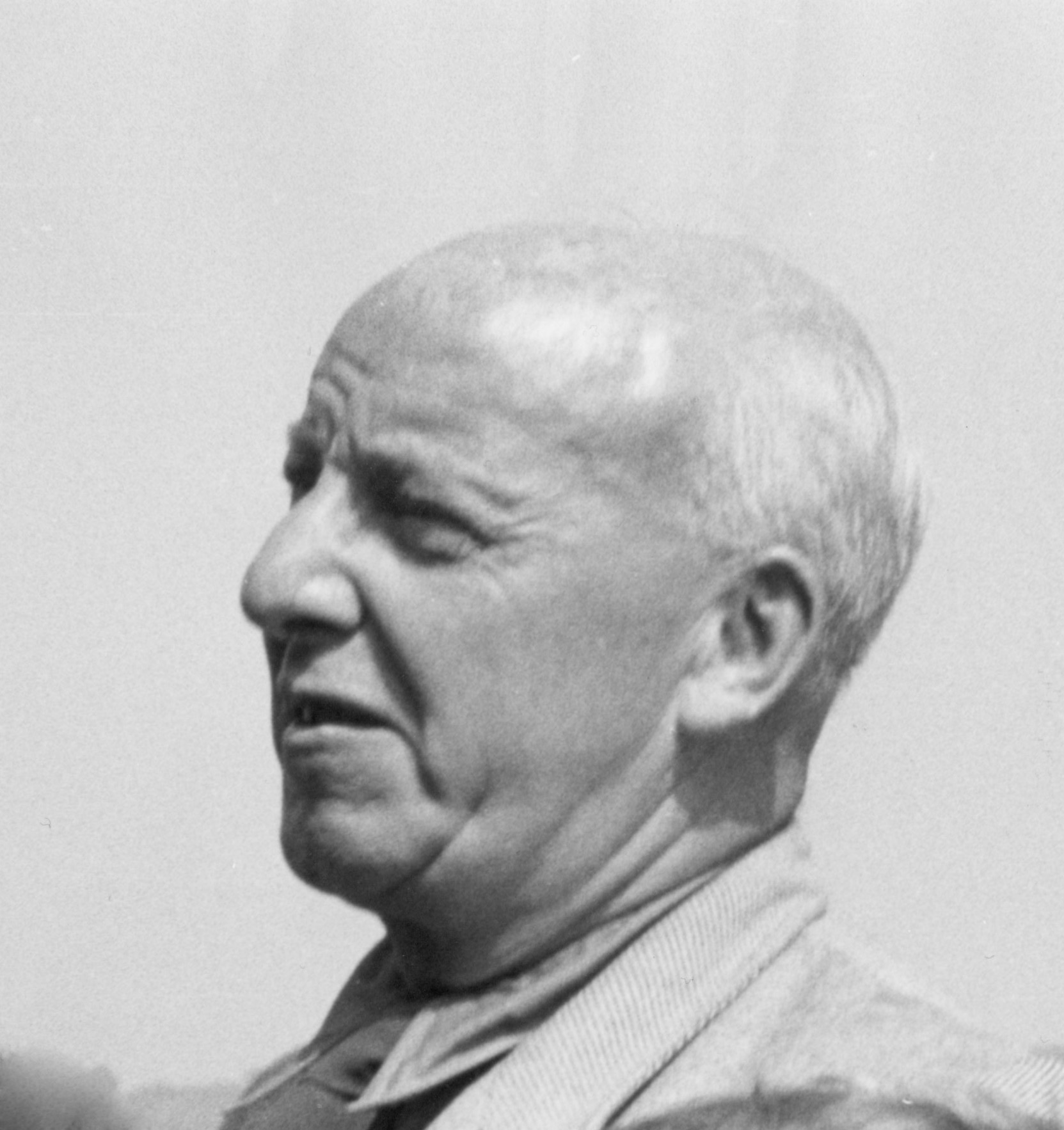
Herbert Freudenthal

Herbert Freudenthal (* 9. Juli 1894 in Hamburg; † 1. Dezember 1975 in Lüneburg) war ein deutscher Erziehungswissenschaftler, Geschichtsdidaktiker und Volkskundler.

## Leben
Freudenthal, Sohn eines Schauermanns, absolvierte nach seinem Schulbesuch von 1909 bis 1914 das Hamburger Lehrerseminar. Während des Ersten Weltkrieges leistete er als Kriegsfreiwilliger Militärdienst. Nach Kriegsende wurde er im Januar 1919 aus der Armee entlassen, er war Träger des Eisernen Kreuzes I. Klasse.
Er machte 1920 das zweite Staatsexamen als Volksschullehrer und arbeitete in Hamburg als Lehrer bis März 1927. Neben dem Beruf studierte er an der Universität Hamburg Erziehungswissenschaften, Volkskunde und Geschichtswissenschaften und promovierte 1927 mit der Dissertation: Das Feuer im deutschen Glauben und Brauch. Danach war er Lehrerausbilder in Hamburg. Ab April 1929 wurde er als Professor für Volkskunde und Geschichte an die Pädagogische Akademie in Kiel berufen und wechselte 1933 nach Halle (Saale). Seine Beschäftigung mit volkskundlichen Themen wie Irrlichter oder Feuerputz flossen in ein Standardwerk ein.
Freudenthal trat zum 1. Mai 1933 der NSDAP bei (Mitgliedsnummer 2.731.981) und war zu diesem Zeitpunkt in der SA Hauptsturmführer. Zur Zeit des Nationalsozialismus machte er eine steile Karriere. Er leitete ab 1933 als Nachfolger des abgesetzten Julius Frankenberger die von Halle nach Hirschberg in Schlesien verlegte Hochschule für Lehrerbildung. Besonders für den Geschichtsunterricht publizierte er im Sinne des Nationalsozialismus. Ab 1941 war er in Hirschberg Direktor der Lehrerinnenbildungsanstalt. Zudem war von 1934 bis 1942 Herausgeber der Zeitschrift Die Volksschule des NSLB.
Nach 1945 konnte er seine Karriere fortsetzen als anerkannter Volkskundler und Museumsexperte. Freudenthal wurde 1948 nach einem Spruchkammerverfahren entnazifiziert und als „unbelastet“ eingestuft. Ab 1949 arbeitete er als Studienrat in Hamburg und nahm 1960 Lehraufträge an der Hamburger Universität wahr. Für die Westermann Druck- und Verlagsgruppe in Braunschweig schrieb er Geschichtsschulbücher (Wege in die Welt). Er beeinflusste die volkstümliche Pädagogik der Volksschule. Als Geschichtsdidaktiker hielt er sich aber zurück. Im Ruhestand veröffentlichte er 1968 eine der ersten großen Übersichtsdarstellungen zum Vereinswesen einer deutschen Großstadt und leistete damit einen wesentlichen Beitrag zur neu entstehenden volkskundlichen Vereinsforschung.

## Werke
- Das Feuer im deutschen Glauben und Brauch, Berlin und Leipzig 1931 (Standardwerk).
- Schulmeister, Jugendführer, Volkserzieher. Rede bei d. Eröffnungsfeier der Hochschule am 8. Mai 1934, Beltz, Langensalza 1934.
- Volkskunde und Nationalerziehung. Zur Geschichte ihrer Beziehungen. In: Ernst Bargheer, Herbert Freudenthal (Hg.): Volkskunde-Arbeit. Zielsetzung und Gehalte, Berlin: de Gruyter 1934, S. 7–22.
- Mein Kampf als politische Volkskunde der deutschen Gegenwart auf rassischer Grundlage, In: Zeitschrift für Volkskunde NF 6/1935, H. 2, 1935, Jahrgang 44, S. 122–135.
- Wissenschaftstheorie der deutschen Volkskunde, Niedersächsischer Heimatbund, Hannover 1955.
- Volkstümliche Bildung: Begriff und Gestalt, Kaiser, München, 1957.
- Vereine in Hamburg. Ein Beitrag zur Geschichte und Volkskunde der Geselligkeit, Museum f. Hamb. Gesch., Hamburg, 1968.
- Der Niederdeutsche Verband für Volks- und Altertumskunde 1922–1972. Arbeitsberichte aus dem Städtischen Museum Braunschweig, Heft 19, Waisenhaus-Buchdruckerei und Verlag, Braunschweig, 1972.